# Siegfried Weiß (General)
Siegfried Weiß (* 14. Februar 1914 in Pirna; † 26. Juni 1986 ebenda) war ein Generalleutnant der NVA und stellvertretender Minister für Nationale Verteidigung der DDR.

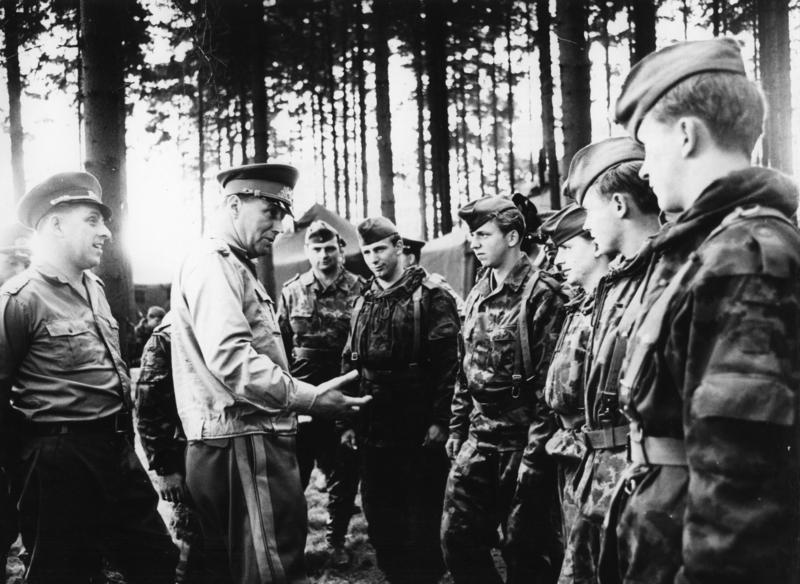
Besuch des Stellvertretenden Ministers für Nationale Verteidigung Siegfried Weiß bei Truppen, die an den Aktionen im Rahmen der Niederschlagung des Prager Frühlings beteiligt waren.

## Leben
Der Sohn eines Zimmermanns besuchte die Volksschule und war von 1926 bis 1928 Mitglied im Jung-Spartakus-Bund. Von 1928 bis 1932 absolvierte er eine Lehre als Former und war anschließend arbeitslos. Nach dem Arbeitsdienst fand er 1934 Arbeit als Former in einer Stahlgießerei. Von 1936 bis 1938 diente er als Kanonier in der Wehrmacht und war 1938/39 wieder als Former tätig. Bei Ausbruch des Krieges wurde er erneut in die Wehrmacht eingezogen und leistete bis 1945 Kriegsdienst, zuletzt als Oberwachtmeister der Artillerie. Von 1945 bis 1949 war er in sowjetischer Kriegsgefangenschaft, wo er eine Antifa-Schule besuchte.
Nach dem Krieg kehrte er in seine Heimatstadt Pirna zurück und wurde Mitglied der SED. Er wurde gleich als Parteifunktionär eingesetzt, war als Leiter der Betriebsparteischule des VEB Zellstoffwerk Pirna und als Sekretär der SED-Kreisleitung Pirna tätig. Im November 1949 trat er in die Deutsche Volkspolizei ein und war bis 1951 stellvertretender Leiter der Hauptabteilung Inspektion. Nach einer kurzen Zeit als Leiter der VP-Schule Pinnow weilte er 1951/52 zu einem Sonderlehrgang in der Sowjetunion. Von 1952 bis 1955 war er Leiter der KVP-Dienststelle Eggesin. Am 1. November 1954 wurde er zum Generalmajor der KVP ernannt. Von 1955 bis 1957 besuchte er die Generalstabsakademie der UdSSR und war anschließend bis 1959 Chef der Verwaltung Inspektion des Ministeriums für Nationale Verteidigung (MfNV) und von 1959 bis 1967 Chef der Verwaltung Ausbildung des MfNV. 1967 wurde er zum Generalleutnant befördert. Vom 15. März 1967 bis 1972 war er Stellvertreter des Ministers für Nationale Verteidigung für Ausbildung und von 1972 bis zu seiner Pensionierung am 30. April 1974 Hauptinspekteur der NVA. 
Er lebte zuletzt in Pirna und war als Vorsitzender der Kommission zur Betreuung alter verdienter Parteimitglieder der SED-Kreisleitung Pirna tätig. Er wurde auf dem Friedhof in Pirna beigesetzt.

## Auszeichnungen
- 1970 Kampforden „Für Verdienste um Volk und Vaterland“ in Silber, später in Gold
- 1964 Vaterländischer Verdienstorden in Silber
- 1974 Vaterländischer Verdienstorden in Gold
- 1979 Scharnhorst-Orden
- 1984 Ehrenspange zum Vaterländischen Verdienstorden in Gold